# Hedensted
Hedensted er en by i Østjylland og udgør sammen med den nordlige naboby Løsning et sammenhængende byområde med 13.034 indbyggere  (2024). Hedensted er beliggende i Hedensted Sogn og er hovedbyen i Hedensted Kommune. Byen hører til Region Midtjylland.
Byens ældste bygning er Hedensted Kirke, fra omkring år 1175. Kirken er især kendt for sine tidlige kalkmalerier, der blandt andet viser Kristus, Peter og Paulus.
Hedensted ligger midtvejs mellem Horsens og Vejle. Den befinder sig landskabsmæssigt ved en skillelinie, der er skabt af istidens gletsjere. Vest for byen er landskabet fladt og præget af en del grusgrave, hvoraf nogle er konverteret til put-and-take søer. Øst for byen er terrænet mere kuperet med en bedre landbrugsjord.

## Historie

### Landsbyen
Hedensted omtales første gang i Kong Valdemars Jordebog fra 1231 i formen Hethænstathæheret, 25. maj 1406 som Hænstathe.
Hedensted landsby bestod i 1682 af 12 gårde og 7 huse med jord. Det samlede dyrkede areal udgjorde 602,6 tønder land skyldsat til 81,97 tønder hartkorn. Dyrkningsformen var græsmarksbrug med tægter.
I 1879 beskrives byen således: "Hedensted med Kirke, Skole og Præstegaard".

### Stationsbyen
Omkring århundredeskiftet blev byen beskrevet således: "Hedensted, ved Landevejens og Jærnbanens Krydsning, med Kirke, Præstegd., Skole, Forsamlingshus (opf. 1899), Lægebolig, Fattiggaard for H.-Store Dalby Komm. (opr. 1882, Plads for 29 Lemmer), Andelsmejeri, Gæstgiveri samt Jærnbane- og Telegrafst."
Hedensted stationsby havde 188 indbyggere i 1906, 362 i 1911 og 575 indbyggere i 1916.
Hedensted fortsatte sin udvikling i mellemkrigstiden. Stationsbyen havde 645 indbyggere i 1921, 772 i 1925, 831 i 1930, 949 indbyggere i 1935 og 1.072 indbyggere i 1940. Efter næringsveje var fordelingen i 1930: 96 levede af landbrug, 295 af håndværk og industri, 94 af handel, 86 af transport, 34 af immateriel virksomhed, 82 af husgerning, 188 var ude af erhverv og 6 havde ikke angivet næringsvej.
Hedensted fortsatte sin udvikling efter 2 verdenskrig. Stationsbyen havde 1.204 indbyggere i 1945, 1.407 i 1950, 1.541 i 1955, 1.717 i 1960 og 2.208 indbyggere i 1965.

### Efter 1970
Hedensted havde status som stationsby frem til 1970'erne, hvor DSB lukkede stationen. I 2005 blev en ny station dog åbnet igen stort set på samme sted. Hedensted blev som mange andre byer i 1960'erne og 1970'erne udbygget med større villakvarterer rundt om den oprindelige bykerne. Senere fulgte industrikvarterer syd og vest for byen.
Byen blev førhen gennemskåret af A10/E3-hovedlandevejen, der gik midt gennem byen. Vejen blev i begyndelsen af 1970'erne flyttet ud vest for byen og siden blev trafikpresset fjernet helt, da den østjyske motorvej blev åbnet ca. 3 kilometer fra Hedensted.
Pr. 1. januar 2007 blev Hedensted Kommune som et led i kommunereformen sammenlagt med nabokommunerne Tørring-Uldum og Juelsminde.

## Venskabsbyer
- Mäntyharju
- Hol
- Säffle